# Heniochus intermedius
El pez estandarte del Mar Rojo (Heniochus intermedius) es un pez marino, de la familia de los Chaetodontidae. Debe su nombre común, pez estandarte del Mar Rojo, a su distribución, pues es endémico de este mar. Descritó por Steindachner, 1893.
Es uno de los peces marinos usados en acuariofilia, aunque se comercializa escasamente. Siendo común, sin embargo, su congénere Heniochus acuminatus, con quien se diferencia ligeramente en la librea.

## Morfología
Las especies del género Heniochus presentan parte de su aleta dorsal en forma de largo filamento que puede llegar a medir incluso más que el propio animal. Se trata de especies atractivas decoradas con dos franjas, en este caso, negras sobre fondo blanco y tonalidades amarillas en el resto de la aleta dorsal y caudal, las aletas pelvianas son negras. La primera de las franjas atraviesa la cabeza y el ojo, lo que le distingue del Heniochus acuminatus. 
Su cuerpo es aplanado y comprimido lateralmente.
Alcanza los 18 cm de largo.

## Hábitat
Endémico del Mar Rojo, se le localiza en los golfos de Aden y Aqaba, y hasta Jordania e Israel. Recientemente (2002) se  ha descrito su presencia en el Mediterráneo lo que se asocia a los cambios ambientales recientes y sugiere una posible expansión futura en la región.
Asociado a arrecifes, vive solitario o en pareja y, especialmente los juveniles, en grandes grupos, en zonas profundas pobladas de corales. Suele habitar entre 1 y 50 metros de profundidad.

## Alimentación
En la naturaleza se nutre principalmente de zooplancton, algas y varios invertebrados bentónicos. 

## Reproducción
Es ovíparo y en cada desove suelta entre 3.000 y 4.000 huevos a la corriente, que los traslada a la parte superior de la columna de agua. Son pelágicos.

## Mantenimiento
Son muy sensibles al amoniaco y al nitrito pero también lo son a pequeñas concentraciones de nitrato. Valores superiores a los 20 mg/litro pueden degenerar en casos de exoftalmia, normalmente en uno de sus ojos. 
La mayoría de los especímenes en el comercio de acuariofilia suelen estar habituados a alimentarse con mysis y artemia congelados. No obstante, en ocasiones su mantenimiento con invertebrados presenta reservas, ya que aunque los Heniochus que podemos encontrar en el comercio están aclimatados a la alimentación corriente: Artemia, Mysis, papillas, algas desecadas e incluso pienso o gránulos, no debemos olvidar que son peces mariposa. Por tanto su mantenimiento con determinadas especies de corales, como clavularias, pachyclavularia, palythoa o similares presenta ciertos riesgos. Es tolerante con el resto de compañeros de un acuario de arrecife.

## Galería de imágenes

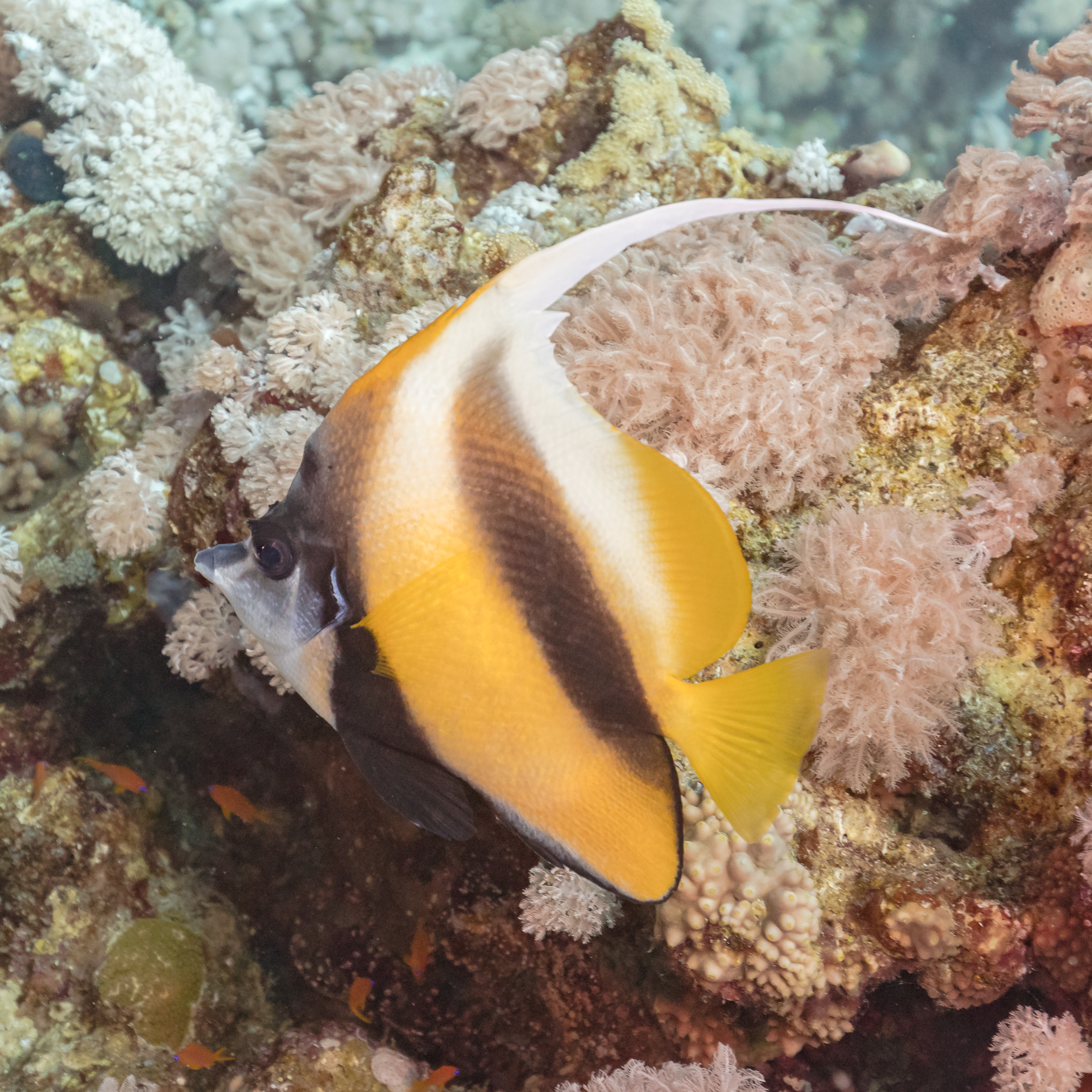
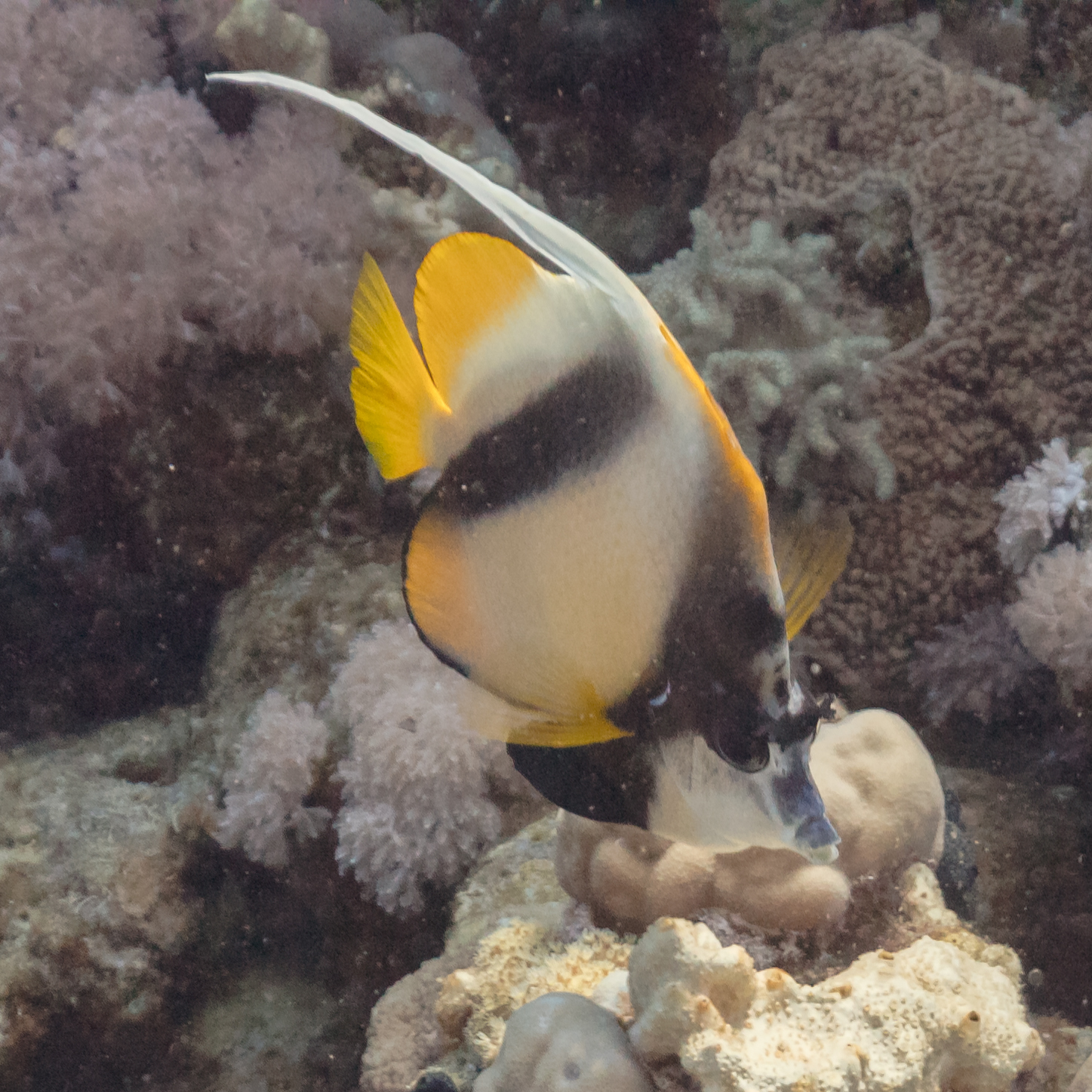
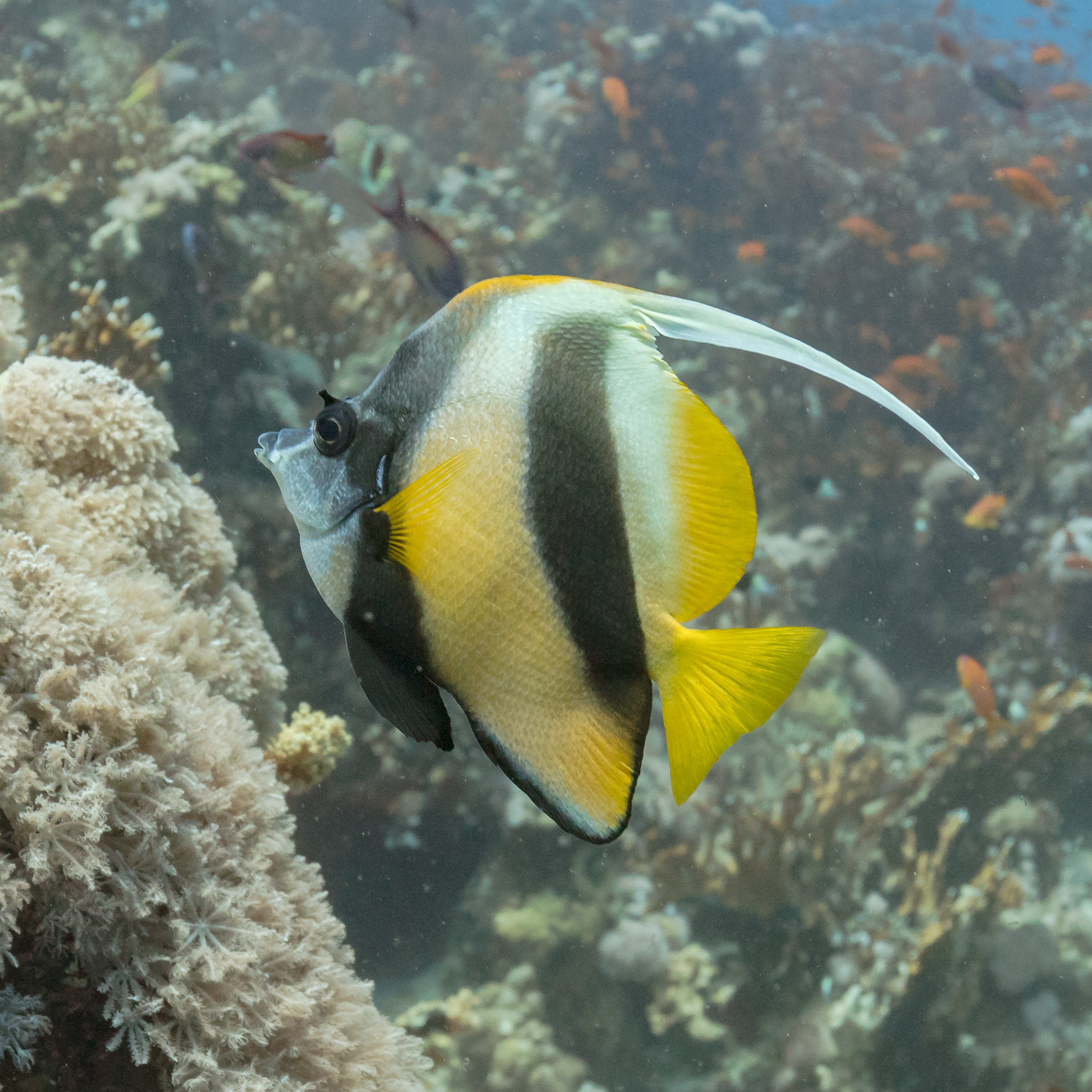
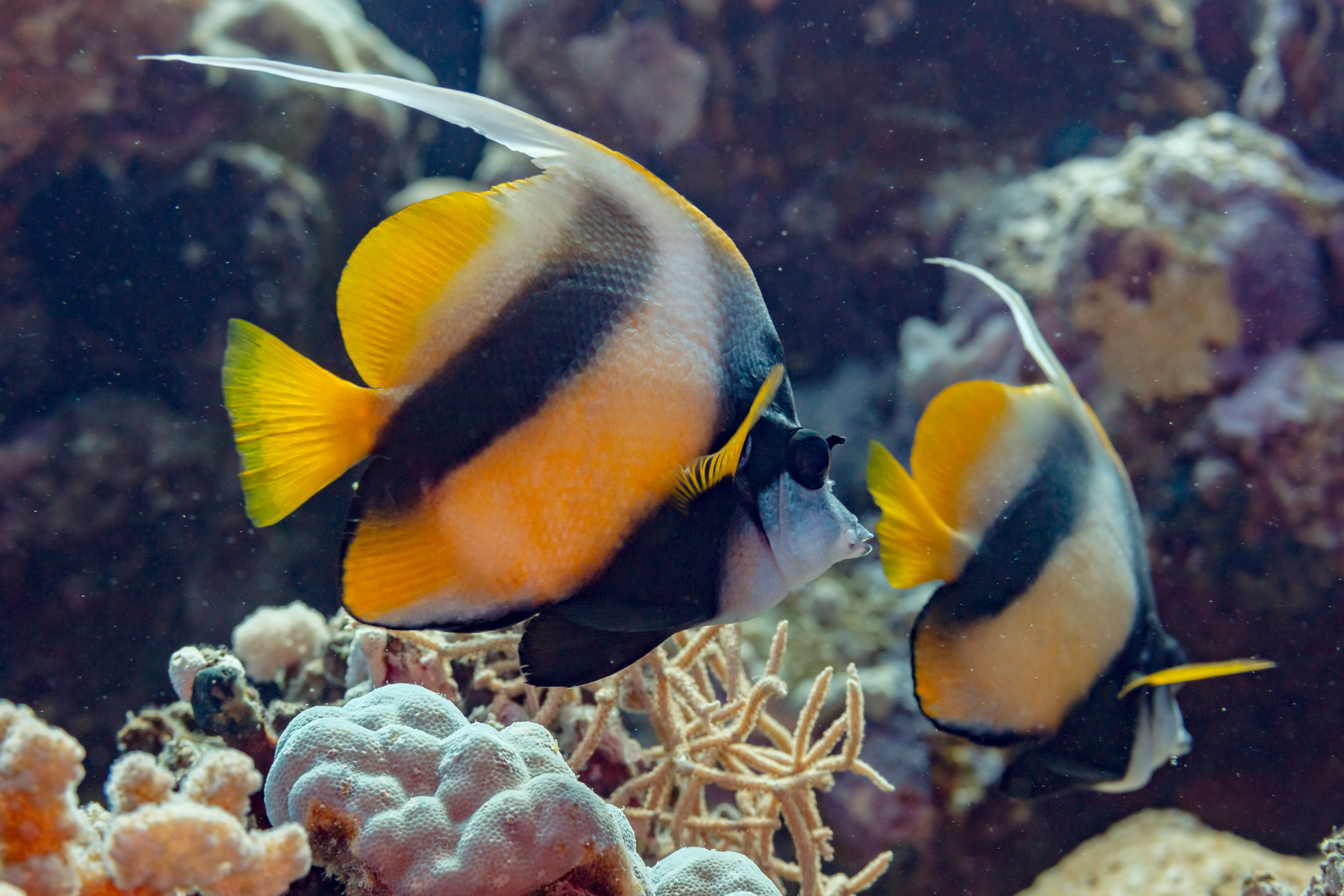
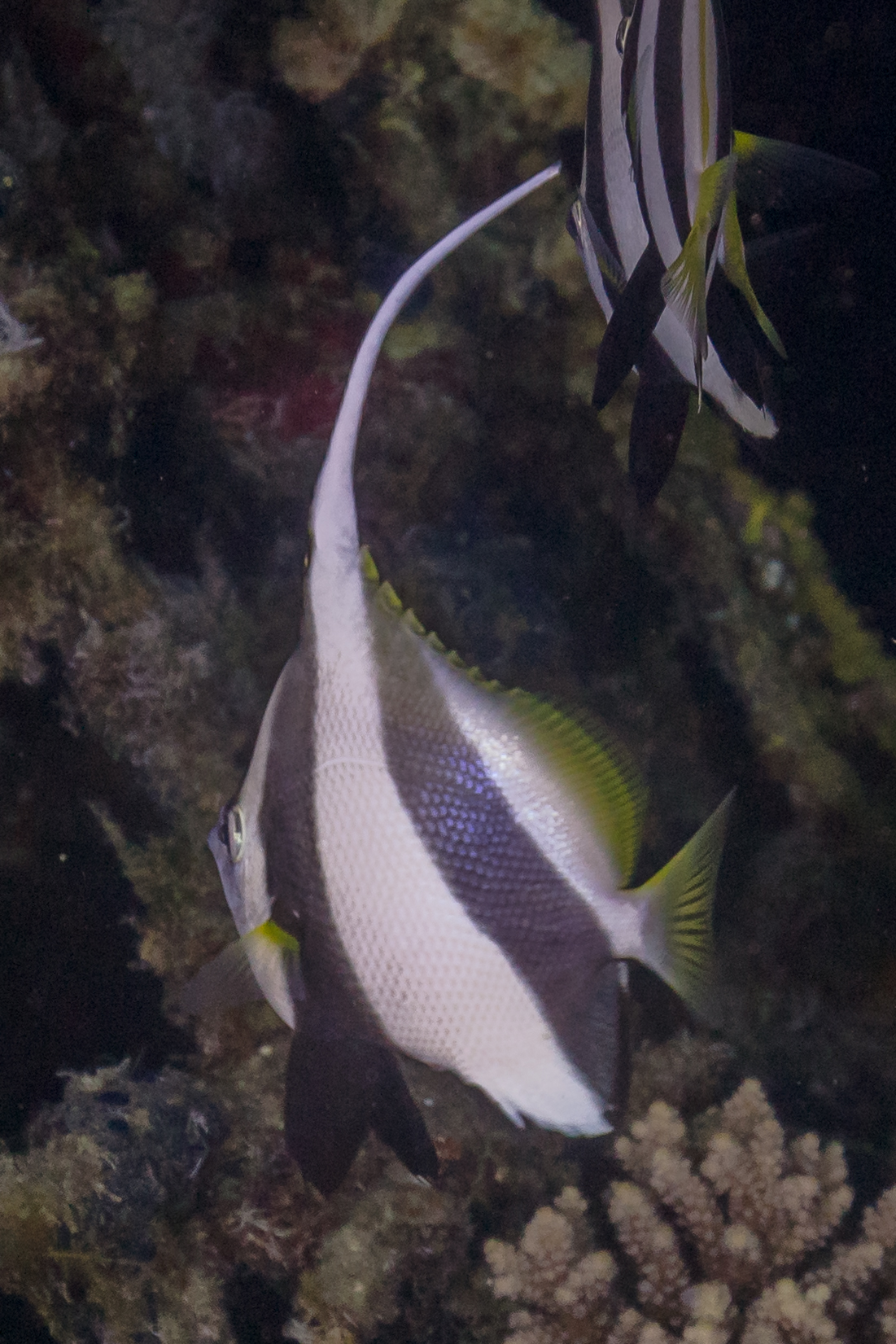
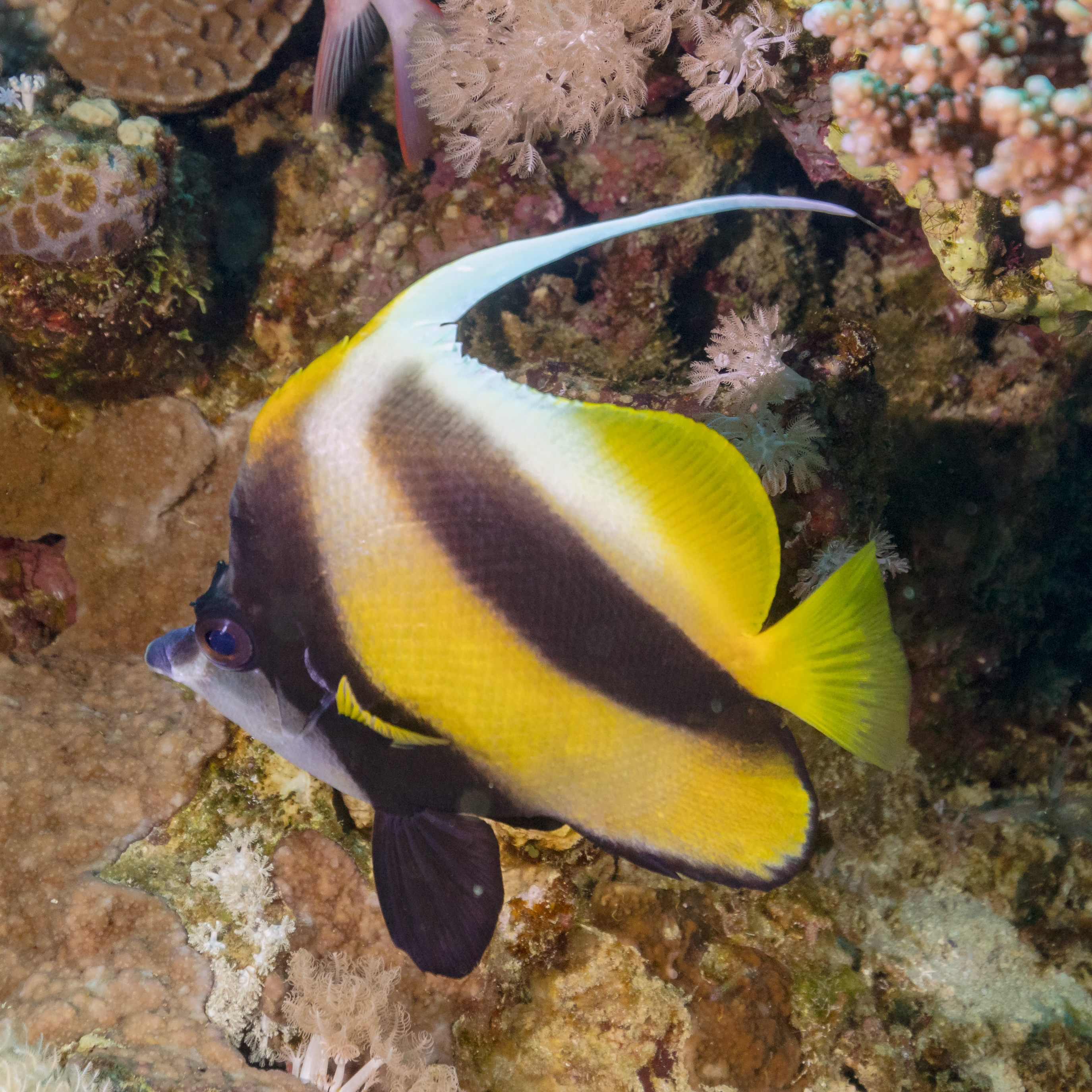
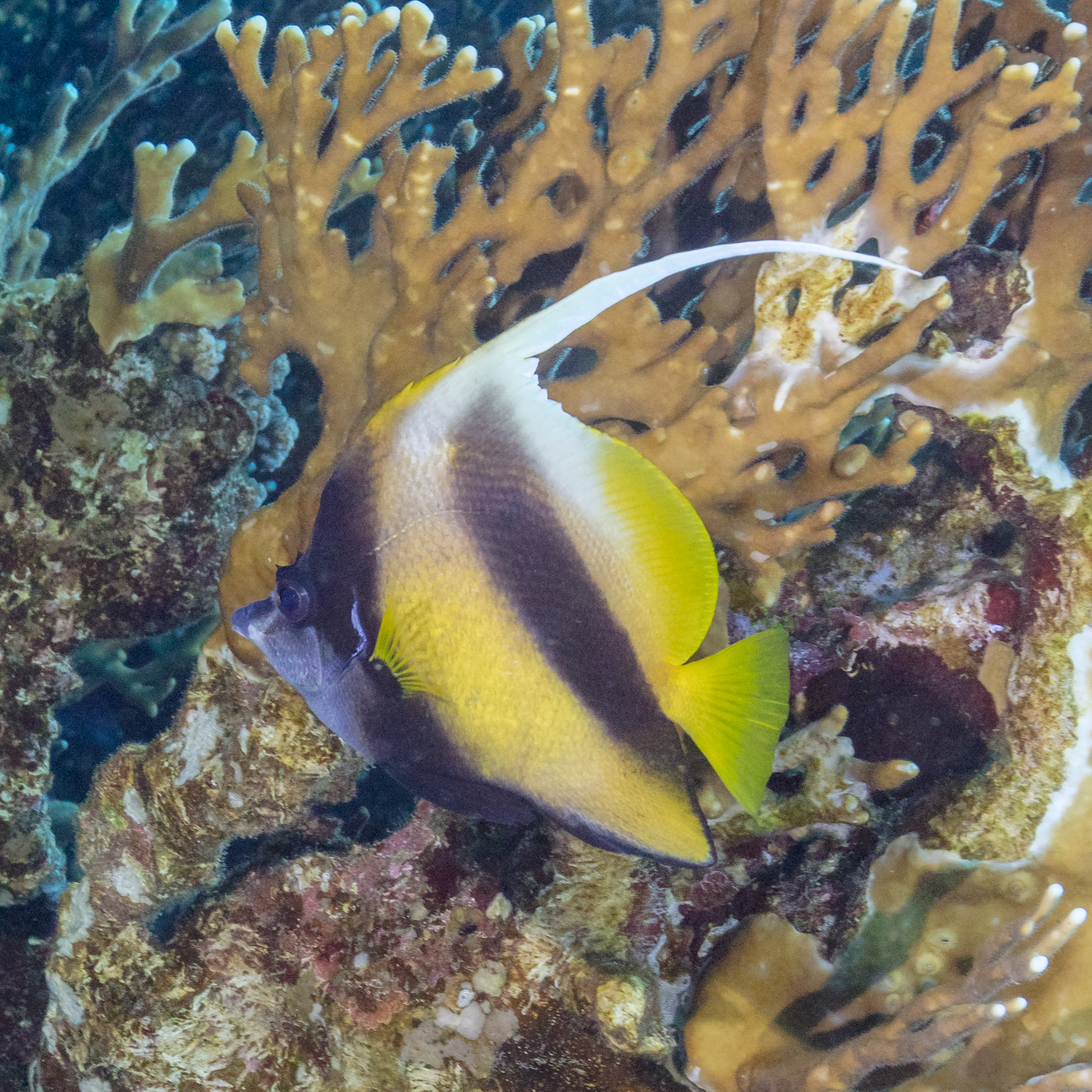